# タワン・タムロンナーワーサワット
タワン・タムロンナーワーサワット（タイ語：ถวัลย์ ธำรงนาวาสวัสดิ์、1901年11月21日 - 1988年12月3日）は、タイ王国の軍人、政治家。

## 経歴
アユタヤウィッタヤーライ学校、チュラーロンコーン大学、テブシリン学校で学び、1918年に教員研修を受けたが不合格となる。その後、タイ王国海軍士官学校に入学。卒業後、海軍少将となった。
1932年、人民党に入党し、立憲革命に参加した。1935年にラーマ7世が退位した際には、スイスに滞在していたアーナンタヒマドン親王（ラーマ8世）をタイに招待する役割を担った。
第二次世界大戦中は抗日運動である自由タイ運動の主要メンバーとして活動。戦後、1946年8月23日に首相に就任したが、翌年11月8日にクーデターにより辞任した。
辞任後は香港に亡命。タイに帰国後、憲法起草委員会の委員を務めた。